# Giulio Superti-Furga
Giulio Superti-Furga (* 17. Mai 1962 in Mailand) ist ein italienischer Molekular- und Systembiologe, ansässig in Wien, sowie ein Mitglied des Wissenschaftlichen Beirats des Europäischen Forschungsrats (ERC European Research Council).
Superti-Furga ist Wissenschaftlicher Direktor des Forschungszentrums für Molekulare Medizin (CeMM) der Österreichischen Akademie der Wissenschaften und Professor für Molekulare Systembiologie an der Medizinischen Universität Wien. Am 10. Oktober 2023 wurde Superti-Furga von der italienischen Ri.MED-Stiftung und dem University of Pittsburgh Medical Center (UPMC) zum Direktor des derzeit im Aufbau befindlichen Biomedical Research and Biotechnology Center (BRBC) auf Sizilien bestellt.
Zu seinen bedeutendsten wissenschaftlichen Errungenschaften zählen die Aufklärung grundlegender Regulationsmechanismen von Tyrosin-Kinasen, die bei menschlichen Krebserkrankungen von Bedeutung sind, die Bestimmung der präzischen molekularen Wirkungsweise mehrerer Medikamente, die Entdeckung entscheidender Organisationsgrundsätze des Proteoms und Lipidoms höherer Organismen sowie die Charakterisierung der molekularen Bestandteile, welche eine Rolle in der angeborenen Immunität spielen. Seine Arbeit hat direkt zu einem systematischen Verständnis von Infektionen durch Krankheitserreger sowie der Wirkmechanismen bestimmter Arzneistoffe beigetragen. Er ist ein Fürsprecher systembiologischer Ansätze in der Medizin sowie der Arzneimittelforschung und hat als Wissenschaftlicher Direktor des CeMM die Förderung einer präzisen und voraussagenden Medizin durch die Verbindung von freigeistiger Grundlagenforschung mit klinischer Expertise und innovativen diagnostischen und therapeutischen Ansätzen zu seinem zentralen Anliegen gemacht. Kürzlich wies er auf die Tatsache hin, dass Membrantransporter an der Schnittstelle zwischen biologischen Systemen und ihrer Umgebung – ungeachtet ihrer Relevanz für Medizin und Arzneimittelforschung – nicht ausreichend erforscht seien und es einer aufeinander abgestimmten, systematischen Initiative seitens der Wissenschaft bedürfe.
Laut Google Scholar hat Superti-Furga hat über 200 Manuskripte veröffentlicht, die insgesamt über 28.000-mal zitiert wurden. Seine gegenwärtige Forschung konzentriert sich auf die Wirkung von Medikamenten und auf die personalisierte Medizin.

## Leben
Superti-Furga, Sohn des Industriellen Ing. Dr. Giancarlo und der Nannina Superti-Furga und Bruder des Pädiater und Humangenetiker am Universitätsklinikum Lausanne, Andrea, besuchte die Deutsche Schule Mailand (DSM). Er studierte Molekulare Biologie an der Universität Zürich, bei Genentech Inc. in San Francisco und am Forschungsinstitut für Molekulare Pathologie (IMP) in Wien. Nach seiner Promotion war Superti-Furga wissenschaftlicher Mitarbeiter am Europäischen Laboratorium für Molekularbiologie (EMBL) in Heidelberg und wurde dort im Jahre 1995 Teamleiter. Von 1997 bis 2000 bekleidete er eine Gastprofessur in Molekularer Biologie an der Universität Bologna in Italien. Im Jahre 2000 war er Mitgründer und Wissenschaftlicher Direktor des Biotech-Unternehmens Cellzome Inc., weiters ist er Mitbegründer der Biotech-Unternehmen Haplogen und Allcyte. Seit 2005 ist er Wissenschaftlicher Direktor des CeMM; dem Forschungszentrum für Molekulare Medizin der Österreichischen Akademie der Wissenschaften und seit 2015 Professor für Molekulare Systembiologie an der Medizinischen Universität Wien. Des Weiteren ist er wirkliches Mitglied der Österreichischen Akademie der Wissenschaften, der Deutschen Akademie der Naturforscher Leopoldina, der European Molecular Biology Organization (EMBO), European Academy of Cancer Sciences, Academia Europaea und war bis Ende 2015 Vorsitzender der EMBL-Alumni-Vereinigung, die etwa 1500 Mitglieder zählt. Für den Zeitraum 2013 bis 2015 wählten die acht ernannten bzw. gewählten Mitglieder des Universitätsrats der Universität Wien Superti-Furga zum neunten Mitglied.
Im Jahre 2009 wurde er für seine wissenschaftlichen Verdienste mit dem Großen Ehrenzeichen des Ordens für Verdienste um die Italienische Republik geehrt. Im selben Jahr wurde ihm ein Advanced Grant des European Research Council (ERC) zugesprochen. 2011 wurde Superti-Furga mit dem Preis der Stadt Wien für Naturwissenschaften ausgezeichnet und zu „Österreichs Wissenschaftler des Jahres“ gekürt. Im Juni 2017 wurde er von der Republik Italien mit dem Titel „Commendatore“ (Commander) für seine Verdienste um die Italienische Republik geehrt.
Superti-Furga befasst sich auch mit den gesellschaftlichen und ethischen Auswirkungen und Rahmenbedingungen der biomedizinischen Forschung. Generell wird am CeMM auf eine besondere Qualität im Dialog mit der Gesellschaft und auf den verantwortungsvollen Umgang mit Ressourcen und Technologien geachtet. Seit Ende 2014 ist Giulio Superti-Furga Vorsitzender des Steering Boards (Lenkungsausschuss) und Teilnehmer im Personal Genome Project „Genom Austria“. Ziel dieses Bildungs- und Wissenschaftsprojekts ist es, sich proaktiv mit den verschiedensten Aspekten der Genomsequenzierung auseinanderzusetzen. Superti-Furga nahm auch selbst teil: seine persönliche Genomsequenz PGA1 ist öffentlich zugänglich. Er ist vermutlich der erste Mensch in Kontinentaleuropa, dessen gesamtes Genom derart veröffentlicht wurde.
Im Jänner 2017 trat Giulio Superti-Furga seine vierjährige Funktionsperiode als Mitglied des Wissenschaftlichen Beirats des European Research Council an. Der ERC ist die wichtigste und renommierteste Institution zur Finanzierung von Grundlagenforschung in der Europäischen Union, mit dem Anspruch wissenschaftliche Exzellenz und „Pionierforschung“ zu fördern.

## Preise/Mitgliedschaften
- 2004–2009: Faculty of 1000 Biology, Mitglied, Sektion "Genomics"
- 2005: European Molecular Biology Organization (EMBO), Mitglied
- 2007: Österreichische Akademie der Wissenschaften, Korrespondierendes Mitglied
- 2008: Deutsche Akademie der Naturforscher Leopoldina, Mitglied[9]
- 2009: Großes Ehrenzeichen (Offizier) des Ordens für Verdienste um die Italienische Republik
- 2009: Karl Landsteiner Preis der Österreichischen Gesellschaft für Allergologie und Immunologie[10]
- 2010: European Academy of Cancer Sciences, Fellow
- 2010: Österreichische Akademie der Wissenschaften, Wirkliches Mitglied[11]
- 2011: Preis der Stadt Wien für Naturwissenschaften[12]
- 2011: Österreicher des Jahres in der Kategorie Wissenschaft
- 2014: Academia Europaea, Mitglied[13]
- 2017: Großes Ehrenzeichen (Komtur) des Ordens für Verdienste um die Italienische Republik
- 2024: Wilhelm-Exner-Medaille

## Schriften (Auswahl)
- A. C. Gavin u. a.: Functional organization of the yeast proteome by systematic analysis of protein complexes. In: Nature. 2002; 415, S. 141–147, doi:10.1038/415141a.
- H. Pluk u. a.: Autoinhibition of c-Abl. In: Cell. 2002; 108, S. 247–259, doi:10.1016/S0092-8674(02)00623-2.
- O. Hantschel u. a.: A Myristoyl / Phosphotyrosine Switch Regulates c-Abl. In: Cell. 2003; 112, S. 845–857, doi:10.1016/S0092-8674(03)00191-0.
- D. Brown, G. Superti-Furga: Rediscovering the sweet spot in drug discovery. In: Drug Discovery Today. 2003; 8, S. 1067–1077, ISSN 1359-6446.
- T. Bouwmeester u. a.: A physical and functional map of the human TNF-/NF-B signal transduction pathway. In: Nature Cell Biology. 2004; 6, S. 97–105, doi:10.1038/ncb1086.
- O. Hantschel u. a.: Structural basis for the cytoskeletal association of Bcr-Abl/c-Abl. In: Molecular Cell. 2005; 19(4), S. 461–473, doi:10.1016/j.molcel.2005.06.030.
- A. C. Gavin u. a.: Proteome survey reveals modularity of the yeast cell machinery. In: Nature. 2006; 440(7084), S. 631–636, doi:10.1038/nature04532.
- T. Burckstummer u. a.: An efficient tandem affinity purification procedure for interaction proteomics in mammalian cells. In: Nature Methods. 2006; 3(12), S. 1013–1019, doi:10.1038/nmeth968.
- T. Kocher, G. Superti-Furga: Mass spectrometry–based functional proteomics. From molecular machines to protein networks. In: Nature Methods. 2007; 4(10), S. 807–815, doi:10.1038/nmeth1093.
- U. Rix u. a.: Chemical proteomic profiles of the BCR-ABL inhibitors imatinib, nilotinib and dasatinib reveal novel kinase and non-kinase targets. In: Blood. 2007; 110(12), S. 4055–4063, doi:10.1182/blood-2007-07-102061.
- A. Henney, G. Superti-Furga: A network solution. In: Nature. 2008; 455(7214), S. 730–731, doi:10.1038/455730a.
- T. Bürckstümmer u. a.: An orthogonal proteomic-genomic screen identifies AIM2 as a cytoplasmic DNA sensor for the inflammasome. In: Nat Immunol. 2009; 10(3), S. 266–272, doi:10.1038/ni.1702.
- M. Brehme, O. Hantschel u. a.: Charting the molecular network of the drug target Bcr-Abl. In: Proc Natl Acad Sci U S A. 2009; 106(18), S. 7414–7419, doi:10.1073/pnas.0900653106.
- E. Dixit u. a.: Peroxisomes are signaling platforms for antiviral innate immunity. In: Cell. 2010; 141(4), S. 668–681, doi:10.1016/j.cell.2010.04.018.
- U. Rix u. a.: A comprehensive target selectivity survey of the BCR-ABL kinase inhibitor INNO-406 by kinase profiling and chemical proteomics in chronic myeloid leukemia cells. In: Leukemia. 2010, 24, S. 44–50, doi:10.1038/leu.2009.228.
- C. Baumann u. a.: CD14 is a co-receptor of Toll-like receptors 7 and 9. In: J Exp Med. 2010, 207(12), S. 2689–2701, doi:10.1084/jem.20101111.
- A. Pichlmair u. a.: IFIT1 is an antiviral protein that recognizes 5'-triphosphate RNA. In: Nat Immunol. 2011, 12(7), S. 624–630, doi:10.1038/ni.2048.
- F. Grebien u. a.: Targeting the SH2-kinase interface in Bcr-Abl inhibits leukemogenesis. In: Cell. 2011, 147(2), S. 306–319, doi:10.1016/j.cell.2011.08.046.
- O. Hantschel, G. Superti-Furga: Cell biology: a key driver of therapeutic innovation. In: J Cell Biol. 2012; 199(4), S. 571–575, doi:10.1083/jcb.201208111.
- G. E. Winter u. a.: Systems-pharmacology dissection of a drug synergy in imatinib-resistant CML. In: Nature Chemical Biology. 2012; 8(1), S. 905–912, doi:10.1038/nchembio.1085.
- M. Varjosalo u. a.: Interlaboratory reproducibility of large-scale human protein-complex analysis by standardized AP-MS. In: Nature Methods. 2013; 10(4), S. 307–314, doi:10.1038/nmeth.2400.
- K. V. Huber u. a.: Stereospecific targeting of MTH1 by (S)-crizotinib as an anticancer strategy. In: Nature. 2014 Apr 10;508(7495):222-7, doi:10.1038/nature13194
- M. Rebsamen u. a.: SLC38A9 is a component of the lysosomal amino acid sensing machinery that controls mTORC1. In: Nature. 2015 Mar 26;519(7544):477-81, doi:10.1038/nature14107
- M. Köberlin u. a.: A Conserved Circular Network of Coregulated Lipids Modulates Innate Immune Responses. In: Cell. 2015 Jul 2;162(1):170-83, doi:10.1016/j.cell.2015.05.051
- A. César-Razquin u. a.: A Call for Systematic Research on Solute Carriers. In: Cell. 2015 Jul 30;162(3):478-87. doi:10.1016/j.cell.2015.07.022
- G. I. Vladimer u. a.: Global survey of the immunomodulatory potential of common drugs. In: Nat Chem Biol. 2017; 13(6):681-690. doi:10.1038/nchembio.2360